# Kultura vrpčaste keramike
Kultura vrpčaste keramike (njemački Schnurkeramik, engleski Corded Ware, francuski ceramique cordée) je keramičko posuđe koje je prije pečenja ukrašeno otiskivanjem sukane (pletene) uzice ili vrpce i koje se pojavljuje u različitim vremenskim razdobljima i u različitim prapovijesnim kulturama. Vrpčasta keramika ujedno označava i kompleks srodnih arheoloških kultura kasnoga srednjoeuropskog eneolitika, odnosno kasnoga sjevernoeuropskog neolitika (III. tisućljeće pr. Kr.). Još nije posve jasno koje sve kulturne skupine pripadaju tomu kompleksu, a nisu sasvim definirani ni nazivi pojedinih skupina. Zajednički su im elementi: pojedinačni kosturni grobovi, često pod humkom, keramički oblici vrčeva i kuglastih amfora, ukrašeni utiskivanjem vrpce, bojne sjekire od glačanoga kamena. Po nekim su mišljenjima nositelji kulture bili Indoeuropljani, koji su imali značajnu ulogu u indoeuropeizaciji starog europskog pučanstva.